# Ди Кармине, Самуэль
Самуэ́ль Ди Ка́рмине (итал. Samuel Di Carmine; 20 сентября 1988, Флоренция, Тоскана, Италия) — итальянский футболист, нападающий клуба «Перуджа».

## Биография
Ди Кармине дебютировал в Серии A 25 октября 2006 года в матче с «Торино», закончившимся победой «Фиорентины» 1:0. Свой первый гол за «фиалок» Самуэль забил 8 ноября 2007 года в матче группового этапа Кубка УЕФА против «Эльфсборга», сделав счёт 6:1 в пользу «Фиорентины».
1 июля 2008 года «Куинз Парк Рейнджерс» взял Ди Кармине в годичную аренду. 28 октября он забил свой первый гол за «Куинз Парк Рейнджерс», на 54-й минуте в матче против «Бирмингема».
19 августа 2009 года Ди Кармине отправился в аренду в клуб «Галлиполи», выступающий в Серии B. Два дня спустя он сыграл за «Галлиполи» свой первый матч, против «Асколи», выйдя на замену во втором тайме. Тот матч закончился со счётом 1:1.
2 августа 2010 года Ди Кармине перешёл в совладение в «Фрозиноне». 7 июля 2011 года Ди Кармине присоединился к «Читтаделле», которая приобрела 50 % прав на игрока у вылетевшего «Фрозиноне».